# サーモンド駅
サーモンド駅（英語：Thurmond Station）は、ウェストバージニア州サーモンド 郡道25/2の交差点1000フィート北にある駅。

## 利用可能な鉄道路線／列車
アムトラックの停車する列車は下記の通り。
シカゴとワシントン間の夜行長距離列車カーディナル号…週3往復停車